# Cowling (Hambleton)
Cowling – wieś w Anglii, w hrabstwie North Yorkshire, w dystrykcie (unitary authority) North Yorkshire. Leży 52 km na północny zachód od miasta York i 325 km na północ od Londynu.